# Хусен, Данни
Даниэ́ль (Да́нни) Ху́сен (нидерл. Daniel "Danny" Hoesen; род. 15 января 1991, Херлен, Нидерланды) — нидерландский футболист, нападающий.

## Карьера
Хусен начал свою карьеру в академии клуба «Фортуна» из Ситтарда. В 2008 году подписал с клубом профессиональный контракт, но в сезоне 2008/09 отыграл лишь один матч. В 2009 году молодой форвард был приобретён английским клубом «Фулхэм», но для получения большей игровой практики отдавался в аренду: сначала в ХИК, а потом в родную «Фортуну».
29 августа 2012 года Хусен подписал контракт с амстердамским «Аяксом» сроком на три года. Причем в условиях контракта было сказано, что в случае хорошей игры Данни за аяксидов «Фулхэм» получит 30 % суммы, уплаченной за него. За свой новый клуб форвард дебютировал 3 октября 2012 года в матче Лиги чемпионов против мадридского «Реала», выйдя на 66-й минуте на замену вместо Тобиаса Саны. В матчах Эредивизи Хусен дебютировал 17 ноября того же года в матче против «ВВВ-Венло», выйдя на 72-й минуте на замену вместо Кристиана Эриксена и забив победный гол на 84-й минуте. Спустя четыре дня, 21 ноября, в матче Лиги чемпионов против дортмундской «Боруссии», он на 63-й минуте вышел на замену вместо Эйонга Эно. В том матче «Аякс» был разгромлен со счётом 1:4, но единственный гол за «аяксидов» забил как раз Хусен, после паса от Кристиана Эриксена. Во время зимнего трансферного окна 2014 года Хусен был отдан в аренду греческому ПАОКу.
28 мая 2014 года было объявлено о переходе Хусена в «Гронинген».
2 февраля 2017 года Хусен был взят клубом MLS «Сан-Хосе Эртквейкс» в аренду на один сезон с опцией выкупа. В североамериканской лиге дебютировал 4 марта 2017 года в матче стартового тура сезона против «Монреаль Импакт». 27 мая 2017 года в матче против «Лос-Анджелес Гэлакси» забил свой первый гол в MLS. 29 декабря 2017 года «Сан-Хосе Эртквейкс» объявил о выкупе Хусена. В марте 2019 года Хусен получил грин-карту и в MLS перестал считаться иностранным игроком. 2 октября 2020 года перенёс операцию по восстановлению разрывов мышц, из-за чего выбыл из строя на оставшуюся часть сезона 2020.
Клуб «Остин» выбрал Хусена на драфте расширения MLS, состоявшемся 15 декабря 2020 года. 17 апреля 2021 года при его участии «Остин» дебютировал в MLS, проиграв «Лос-Анджелесу» со счётом 0:2. 23 мая 2021 года в матче против «Нэшвилла» Хусен получил травму бедра, из-за которой пропустил 11 месяцев. 16 апреля 2022 года в матче против «Ди Си Юнайтед» он забил свой первый гол за «Остин». По окончании сезона 2022 «Остин» не стал продлевать контракт с Хусеном.
13 февраля 2023 года на правах свободного агента перешёл в «Эммен», подписав контракт до конца сезона. Подписание ветерана было обусловлено травмами нападающих: в лазарете клуба находилось трое из пяти профильных центральных нападающих. Дебютировал 18 февраля в гостевом матче с «Гронингеном», заменив в перерыве Юлиуса Дирксена. 26 февраля в домашнем матче с «Гоу Эхед Иглз» впервые вышел в стартовом составе, уступив в перерыве место на поле Яссин-Амину Ассенуну. 21 апреля по обоюдному согласию расторг контракт с клубом, официальной причиной был назван рецидив травмы колена. По этой же причине в тот же день Хусен объявил о завершении карьеры.

## Личная жизнь
Мать Данни — голландка, отец — марокканец. В 2017 году у Хусена и его девушки родился сын Дамиан.
В марте 2019 года получил грин-карту, что позволяло клубам MLS регистрировать его как местного игрока.

## Достижения
ХИК
- Вейккауслига: 2010

«Аякс»
- Чемпион Нидерландов: 2012/13
- Обладатель Суперкубка Нидерландов: 2013

«Гронинген»
- Обладатель Кубка Нидерландов: 2014/15

Индивидуальные
- Команда недели в MLS (5 марта 2018)[32]
- Игрок недели в MLS (6 марта 2018)[33]